# Dares breitensteini
Dares breitensteini är en insektsart som beskrevs av Ludwig Redtenbacher 1906. Dares breitensteini ingår i släktet Dares och familjen Heteropterygidae. Inga underarter finns listade i Catalogue of Life.